# Línea 4 (TUC Pamplona)
| 4 | Barañain ↔ Villava — Huarte — Arre — Oricáin Barañain ↔ Atarrabia — Uharte — Arre — Orikain |

La línea 4 del Transporte Urbano Comarcal de Pamplona (EHG/TUC) es una línea de autobús urbano que conecta los municipios de Barañáin y Villava pasando por Pamplona. Tiene dos extensiones, una a Huarte y otra a Arre y Oricáin.
A lo largo de su recorrido conecta lugares importantes como el Parque de la Taconera, la Iglesia de San Nicolás, la Ciudadela de Pamplona, el Parque Yamaguchi, el Complejo Hospitalario de Navarra, la Plaza Príncipe de Viana, la Plaza de las Merindades, el Colegio Oficial de Médicos de Navarra, el Molino de San Andrés, el Monte Miravalles o la Trinidad de Arre.

## Historia
La línea abrió en 1953, explotada por la empresa La Villavesa SA. Unía la Plaza de la Argentina con el Hospital de Navarra.
En 1969, tras el cierre de La Villavesa SA, la línea pasa a manos de la COTUP.
En 1999, con la reordenación del Transporte Urbano Comarcal, se amplía hasta Villava, Huarte, Oricáin y Barañáin, sustituyendo a las entonces líneas 3, 4, 7 y 9 de "cercanías a Pamplona", operadas por La Montañesa SA.
En febrero de 2015 se modificó el recorrido de la línea a su paso por Huarte, no sin polémica.
En octubre de 2015 entró en servicio KulturBus, que promociona la cultura en Cuenca de Pamplona al conectar el Auditorio Barañáin, Baluarte, el Teatro Gayarre y el Centro de Arte Contemporáneo
En septiembre de 2017, con el conocido como Plan de Amabilización del Centro de Pamplona, se eliminó el paso por el Paseo de Pablo Sarasate, en sentido Barañáin, y se sustituyó por el paso por las calles Yanguas y Miranda y Conde Oliveto. Asimismo, en sentido Villava, se cambió el recorrido por la Avenida del Ejército, para que fuese igual que en el otro sentido.
En abril de 2018 se mejoraron las frecuencias de los sábados.
El 21 de enero de 2019 se volvió a modificar el recorrido de la línea a su paso por Huarte, eliminando una parada en la zona de Mokarte y sustituyéndola por una en Perez Goyena. Se instaló además un semáforo con prioridad para los autobuses.
Desde octubre de 2019, por obras frente al Parlamento de Navarra, se modifica temporalmente el recorrido en el Primer Ensanche.

## Explotación

### Frecuencias
La línea está operativa todos los días del año. Estas son las frecuencias del tronco de la línea:
- Laborables: 6' (de 06:38 a 21:47) - 8' (de 06:27 a 06:38 y de 21:48 a 22:27)
- Sábados: 8' (de 07:10 a 21:34) - 10' (de 06:26 a 07:10 y de 21:34 a 22:30)
- Domingos y festivos: 12' (de 07:54 a 22:33) - 15' (de 06:30 a 07:54)

En las paradas de la extensión a Huarte, las frecuencias se duplican.

### Recorrido
Según los servicios, los autobuses realizan un recorrido u otro. Estos son los recorridos:
- Barañáin ↔ Villava (todos los servicios)
- Barañáin ↔ Huarte (uno de cada dos servicios)
- Barañáin ↔ Arre (ver tabla)
- Barañáin ↔ Oricáin (ver tabla)

### Horas de paso
| Días                | Horas de paso (Arre)                                                            | Horas de paso (Oricáin)            |
| ------------------- | ------------------------------------------------------------------------------- | ---------------------------------- |
| Laborables          | 6:36 6:58 7:58 8:34 11:58 13:34 14:10 14:34 17:46 18:46 20:34 21:38 22:26       | 7:51 11:03 13:27 15:27 16:15 19:51 |
| Sábados             | 6:50 7:28 8:16 9:36 12:16 13:36 14:24 14:56 16:48 17:52 18:56 20:48 21:36 22:50 | 9:01 11:09 15:41 19:57             |
| Domingos y festivos | 7:39 12:48 14:00 21:36                                                          | 9:06 10:18 16:18 19:30             |

## Paradas
|  | Parada                                              | Parada | Parada | Parada | Parada | Parada | Parada                                                    | Municipio | Correspondencia                           |  |
|  | --------------------------------------------------- | ------ | ------ | ------ | ------ | ------ | --------------------------------------------------------- | --------- | ----------------------------------------- |  |
|  | Avenida El Valle (Iglesia)                          |        |        | ■      |        |        | Ibarra Etorbidea (Eliza)                                  | Barañáin  | 19                                        |  |
|  | Avenida Central (frente nº34)                       |        |        | ■      |        |        | Erdia Etorbidea (34aren parean)                           | Barañáin  | 19                                        |  |
|  | Avenida Central (Instituto)                         |        |        | ■      |        |        | Erdia Etorbidea (Institutua)                              | Barañáin  | 19                                        |  |
|  | Avenida de Pamplona nº39                            |        |        | ■      |        |        | Iruñeko Etorbidea 39                                      | Pamplona  | 7                                         |  |
|  | Avenida de Pamplona nº23                            |        |        | ■      |        |        | Iruñeko Etorbidea 23                                      | Pamplona  | 7                                         |  |
|  | Avenida de Pamplona nº1                             |        |        | ■      |        |        | Iruñeko Etorbidea 1                                       | Pamplona  | 7                                         |  |
|  | Avenida de Barañáin (Consultas Externas)            |        |        | ■      |        |        | Barañaingo Etorbidea (Kanpoko Kontsultak)                 | Pamplona  | 7 19                                      |  |
|  | Calle Irunlarrea (Consultas Príncipe de Viana)      |        |        | ■      |        |        | Irunlarrea Kalea (Bianako Printzearen Kontsultak)         | Pamplona  |                                           |  |
|  | Calle Irunlarrea (Hospital de Navarra)              |        |        | ■      |        |        | Irunlarrea Kalea (Nafarroako Ospitalea)                   | Pamplona  |                                           |  |
|  | Avenida de Pio XII (frente Clínica Universitaria)   |        |        | ■      |        |        | Pio XIIaren Etorbidea (Unibertsitatea Klinikaren parean)  | Pamplona  | 2 15 18                                   |  |
|  | Avenida de Pio XII nº41                             |        |        | ■      |        |        | Pio XIIaren Etorbidea 41                                  | Pamplona  | 2 15 18                                   |  |
|  | Avenida de Pio XII nº31                             |        |        | ■      |        |        | Pio XIIaren Etorbidea 31                                  | Pamplona  | 2 15 18                                   |  |
|  | Avenida de Pio XII nº9                              |        |        | ■      |        |        | Pio XIIaren Etorbidea 9                                   | Pamplona  | 15 18                                     |  |
|  | Calle Navas de Tolosa,5                             |        |        | ■      |        |        | Tolosako Navas Kalea,5                                    | Pamplona  | 3 8 9 10 12 15 16 17 21                   |  |
|  | Avenida del Conde Oliveto nº7                       |        |        | ■      |        |        | Oliveto Kontearen Etorbidea 7                             | Pamplona  | 1 2 3 5 8 9 10 11 12 15 17 18 20 21 23 25 |  |
|  | Plaza de las Merindades nº3                         |        |        | ■      |        |        | Merindadeen Plaza 3                                       | Pamplona  | 1 2 3 5 6 8 9 10 11 12 17 18 20 22 23 25  |  |
|  | Avenida de la Baja Navarra nº34                     |        |        | ■      |        |        | Bexe Nafarroako Etorbidea 34                              | Pamplona  | 10 12 18 20 22 23                         |  |
|  | Avenida de la Baja Navarra nº64                     |        |        | ■      |        |        | Bexe Nafarroako Etorbidea 64                              | Pamplona  | 10 12 18 20 23                            |  |
|  | Calle Mayor nº6                                     |        |        | ■      |        |        | Nagusi Kalea 6                                            | Burlada   |                                           |  |
|  | Calle Mayor nº36                                    |        |        | ■      |        |        | Nagusi Kalea 36                                           | Burlada   | 7                                         |  |
|  | Calle Mayor nº70                                    |        |        | ■      |        |        | Nagusi Kalea 70                                           | Burlada   | 7                                         |  |
|  | Calle de Serapio Huici nº11                         |        |        | ■      |        |        | Serapio Huiciaren Kalea 11                                | Villava   | 7                                         |  |
|  | Calle de Serapio Huici (frente nº8)                 |        |        | ■      |        |        | Serapio Huiciaren Kalea (8aren parean)                    | Villava   | 7                                         |  |
|  |                                                     |        |        |        |        |        |                                                           |           |                                           |  |
|  | Calle Las Eras nº7                                  |        | •      |        |        |        | Las Eras Kalea 7                                          | Villava   |                                           |  |
|  | Calle Las Eras (Calle Karrobide)                    |        | •      |        |        |        | Las Eras Kalea (Karrobide Kalea)                          | Villava   |                                           |  |
|  | Avenida de Irun nº14                                |        | •      |        |        |        | Irungo Etorbidea 14                                       | Arre      |                                           |  |
|  | Polígono Ezkabarte                                  |        | •      |        |        |        | Ezkabarte Industrialdea                                   | Arre      |                                           |  |
|  | Polígono Orikain                                    |        | •      |        |        |        | Orikain Industrialdea                                     | Oricáin   |                                           |  |
|  | Calle de San Andrés nº4                             |        |        |        | •      |        | San Andresen Kalea 4                                      | Villava   |                                           |  |
|  | Carretera Huarte-Pamplona (frente Grupo Martiket)   |        |        |        | •      |        | Uharte-Iruñeko Errepidea (Martiket Taldearen parean)      | Huarte    |                                           |  |
|  | Carretera Huarte-Pamplona (rotonda frente Martiket) |        |        |        | •      |        | Uharte-Iruñeko Errepidea (Martiket birbilgunearen parean) | Huarte    |                                           |  |
|  | Zubiarte nº12                                       |        |        |        | •      |        | Zubiarte 12                                               | Huarte    |                                           |  |
|  | Perez Goyena (Avenida Ugarrandia)                   |        |        |        | •      |        | Perez Goyena (Ugarrandia Etorbidea)                       | Huarte    |                                           |  |
|  | Avenida Ugarrandia nº27                             |        |        |        | •      |        | Ugarrandia Etorbidea 27                                   | Huarte    |                                           |  |
|  |                                                     |        |        |        |        |        |                                                           |           |                                           |  |
|  | Avenida Ugarrandia nº27                             |        |        |        | •      |        | Ugarrandia Etorbidea 27                                   | Huarte    |                                           |  |
|  | Zubiarte nº9                                        |        |        |        | •      |        | Zubiarte 9                                                | Huarte    |                                           |  |
|  | Carretera Huarte-Pamplona (rotonda Martiket)        |        |        |        | •      |        | Uharte-Iruñeko Errepidea (Martiket birbilgunea)           | Huarte    |                                           |  |
|  | Carretera Huarte-Pamplona (grupo Martiket)          |        |        |        | •      |        | Uharte-Iruñeko Errepidea (Martiket taldea)                | Huarte    |                                           |  |
|  | Calle de San Andrés (Calle Pedro de Atarrabia)      |        |        |        | •      |        | San Andresen Kalea (Pedro Atarrabiaren Kalea)             | Huarte    |                                           |  |
|  | Polígono Orikain                                    |        | •      |        |        |        | Orikain Industrialdea                                     | Villava   |                                           |  |
|  | Polígono Ezkabarte                                  |        | •      |        |        |        | Ezkabarte Industrialdea                                   | Oricáin   |                                           |  |
|  | Avenida de Irun nº5                                 |        | •      |        |        |        | Irungo Etorbidea 5                                        | Arre      |                                           |  |
|  | Calle Las Eras (Calle Karrobide)                    |        | •      |        |        |        | Las Eras Kalea (Karrobide Kalea)                          | Arre      |                                           |  |
|  | Calle Las Eras (frente nº9)                         |        | •      |        |        |        | Las Eras Kalea (9aren parean)                             | Villava   |                                           |  |
|  |                                                     |        |        |        |        |        |                                                           |           |                                           |  |
|  | Calle de Serapio Huici nº14                         |        |        | ■      |        |        | Serapio Huiciaren Kalea 14                                | Villava   | 7                                         |  |
|  | Calle de Serapio Huici (Escuela de Peritos)         |        |        | ■      |        |        | Serapio Huiciaren Kalea (Aditueskola)                     | Villava   | 7                                         |  |
|  | Calle Mayor nº53-55                                 |        |        | ■      |        |        | Nagusi Kalea 53-55                                        | Burlada   | 7                                         |  |
|  | Calle Mayor nº37 BIS                                |        |        | ■      |        |        | Nagusi Kalea 37 BIS                                       | Burlada   | 7                                         |  |
|  | Calle Mayor nº21                                    |        |        | ■      |        |        | Nagusi Kalea 21                                           | Burlada   | 7                                         |  |
|  | Avenida de la Baja Navarra (frente Seminario)       |        |        | ■      |        |        | Bexe Nafarroako Etorbidea (Apaizgaitegiaren parean)       | Pamplona  | 10 12 18 20 23                            |  |
|  | Avenida de la Baja Navarra (frente nº28)            |        |        | ■      |        |        | Bexe Nafarroako Etorbidea (28aren parean)                 | Pamplona  | 10 12 18 20 22 23                         |  |
|  | Plaza de las Merindades                             |        |        | ■      |        |        | Merindadeen Plaza                                         | Pamplona  | 1 2 3 5 6 8 9 10 11 12 17 18 20 22 23 25  |  |
|  | Avenida del Conde Oliveto nº2                       |        |        | ■      |        |        | Oliveto Konteaewn Etorbidea 2                             | Pamplona  | 1 2 3 5 8 9 10 11 12 15 17 18 20 21 23 25 |  |
|  | Calle Navas de Tolosa (frente Parlamento)           |        |        | ■      |        |        | Tolosako Navas Kalea (Parlamentuaren parean)              | Pamplona  | 9 12 16 17                                |  |
|  | Calle Navas de Tolosa (Hotel Tres Reyes)            |        |        | ■      |        |        | Tolosako Navas Kalea (Hiru Erregeen Hotela)               | Pamplona  | 3 8 10 15 16 17 21                        |  |
|  | Avenida de Pio XII (Calle Monasterio de Urdax)      |        |        | ■      |        |        | Pio XIIaren Etorbidea (Urdazubiko Monasterioa Kalea)      | Pamplona  | 15 18                                     |  |
|  | Avenida de Pio XII nº18                             |        |        | ■      |        |        | Pio XIIaren Etorbidea 18                                  | Pamplona  | 2 15 18                                   |  |
|  | Avenida de Pio XII nº30                             |        |        | ■      |        |        | Pio XIIaren Etorbidea 30                                  | Pamplona  | 2 15 18                                   |  |
|  | Avenida de Pio XII (Clínica Universitaria)          |        |        | ■      |        |        | Pio XIIaren Etorbidea (Unibertsitatea Klinika)            | Pamplona  | 2 15 18                                   |  |
|  | Calle Irunlarrea (frente Hospital de Navarra)       |        |        | ■      |        |        | Irunlarrea Kalea (Nafarroako Ospitalearen parean)         | Pamplona  |                                           |  |
|  | Calle Irunlarrea (Hospital Virgen del Camino)       |        |        | ■      |        |        | Irunlarrea Kalea (Bide Birjiniaren Ospitalea)             | Pamplona  |                                           |  |
|  | Avenida de Barañáin (frente Consultas Externas)     |        |        | ■      |        |        | Barañaingo Etorbidea (Kanpoko Kontsultareanak paren)      | Pamplona  | 7 19                                      |  |
|  | Avenida de Pamplona (Plaza Tilos)                   |        |        | ■      |        |        | Iruñeko Etorbidea (Ezkiako Plaza)                         | Barañáin  | 7                                         |  |
|  | Avenida de Pamplona (Plaza Sauces)                  |        |        | ■      |        |        | Iruñeko Etorbidea (Sahatsako Plaza)                       | Barañáin  | 7                                         |  |
|  | Avenida de Pamplona (frente nº39)                   |        |        | ■      |        |        | Iruñeko Etorbidea (39aren parean)                         | Barañáin  | 7                                         |  |
|  | Avenida Central nº14                                |        |        | ■      |        |        | Erdia Etorbidea 14                                        | Barañáin  | 19                                        |  |
|  | Avenida Central nº38                                |        |        | ■      |        |        | Erdia Etorbidea 38                                        | Barañáin  | 19                                        |  |
|  | Plaza de los Castaños                               |        |        | ■      |        |        | Gaztainondoako Plaza                                      | Barañáin  |                                           |  |
|  | Calle Lur Gorri (frente nº25)                       |        |        | ■      |        |        | Lur Gorri Kalea (25aren parean)                           | Barañáin  |                                           |  |
|  | Avenida Eulza nº26                                  |        |        | ■      |        |        | Eultza Etorbidea 26                                       | Barañáin  |                                           |  |
|  | Avenida Eulza (frente nº61)                         |        |        | ■      |        |        | Eultza Etorbidea (61aren parean)                          | Barañáin  |                                           |  |
|  | Avenida Eulza (Calle La Rioja)                      |        |        | ■      |        |        | Eultza Etorbidea (Errioxa Kalea)                          | Barañáin  |                                           |  |
|  | Avenida El Valle (Iglesia)                          |        |        | ■      |        |        | Ibarra Etorbidea (Eliza)                                  | Barañáin  | 19                                        |  |

## Tráfico
| Año  | Pasajeros | Variación |
| ---- | --------- | --------- |
| 2018 | 8 297 704 | ▲ 1,8%    |
| 2019 | 8 447 631 | ▲ 1,8%    |

## Futuro
Dentro del Plan de Movilidad Urbana Sostenible de Cuenca de Pamplona, esta línea pasará a ser una línea de BTR, denominada  BTR1 